# Kozluçay
Kozluçay is een dorp in het Turkse district Yalvaç en telt 1958 inwoners.